# Peregrinatio ad Petri Sedem
La Peregrinatio ad Petri Sedem (dal latino: Pellegrinaggio alla Sede di Pietro) era un'istituzione collegata con la Santa Sede.

## Storia
Venne istituita per volere di papa Pio XI al termine del Giubileo del 1934 come stabile continuazione del Comitato Centrale che ne aveva curato l'organizzazione.
Il 6 settembre 1972 venne fondata giuridicamente da papa Paolo VI e da lui riorganizzata nel 1977 a seguito dell'Anno Santo 1975.
Il 16 gennaio 1997 papa Giovanni Paolo II ne modifica gli statuti precisandone le finalità e sottolineando le caratteristiche pastorali e specificando il suo scopo e la sua natura:
- coordinare ed assistere il movimento dei pellegrini e dei turisti, provenienti isolati o in gruppo dalle diocesi di ogni parte del mondo e diretti alla Sede di Pietro;
- assistere i gruppi di ecclesiastici e di fedeli che partecipano a Roma a manifestazioni a carattere ecclesiale;
- favorire per quanto possibile i pellegrinaggi di fedeli meno abbienti;
- coordinare ed assistere i pellegrini diretti a Roma in occasione di avvenimenti straordinari e curare la fase di attuazione delle disposizioni dei Comitati degli anni giubilari e di altre celebrazioni;
- collaborare con le Conferenze episcopali, con gli ecc.mi ordinari ed i comitati che promuovono pellegrinaggi a Roma;
- coordinare e assistere il movimento di pellegrini che, isolati o in gruppo, si recano nei vari Santuari del mondo per partecipare a manifestazioni religiose presiedute dal Santo Padre.

Compito dell'ente era quindi quello di organizzare d'intesa con le diocesi l'accoglienza spirituale e materiale dei pellegrini che si recano a Roma per visitare la Sede di Pietro. In particolare coordinava il flusso di pellegrini che desideravano recarsi nella Città del Vaticano, eseguiva le direttive del comitato centrale in occasione del Giubileo, seguiva le attività dei vari uffici diocesani per i pellegrinaggi a Roma e nei principali santuari del mondo.
Dal 4 luglio 2016 è accorpata all'Amministrazione del patrimonio della Sede Apostolica, come già in precedenza dal 2008 al 2013.

## Cronotassi

### Presidenti
...
- Sig. Urbano Cioccetti (1975 - 9 maggio 1978 deceduto)

...
- Arcivescovo Emanuele Clarizio (17 novembre 1982 - 1991 ritirato)
- Cardinale Camillo Ruini (29 dicembre 1992 - 2 maggio 1996 dimesso)
- Arcivescovo Sergio Sebastiani (1996 - 3 novembre 1997 nominato presidente della Prefettura degli affari economici della Santa Sede)
- Cardinale Crescenzio Sepe (8 novembre 1997 - 25 luglio 2001 dimesso)
- Arcivescovo Francesco Gioia, O.F.M.Cap. (25 luglio 2001 - 4 gennaio 2008 carica abolita)
  - Istituzione accorpata all'Amministrazione del patrimonio della Sede Apostolica (2008 - 2013)
- Arcivescovo Francesco Gioia, O.F.M.Cap. (23 gennaio 2013 - 4 luglio 2016 carica abolita) (per la seconda volta)
  - Istituzione accorpata all'Amministrazione del patrimonio della Sede Apostolica

### Vicepresidenti
- Sig. Alberto Graf Alberti-Poja (1975 - 1982 dimesso)